# (24338) 2000 AE80
(24338) 2000 AE80 est un objet de la ceinture principale d'astéroïdes extérieure découvert en 2000.

## Description
(24338) 2000 AE80 a été découvert le 5 janvier 2000 à l'observatoire Magdalena Ridge, situé dans le comté de Socorro, au Nouveau-Mexique (États-Unis), par le projet Lincoln Near-Earth Asteroid Research (LINEAR).

### Caractéristiques orbitales
L'orbite de cet astéroïde est caractérisée par un demi-grand axe de 3,21 UA, un périhélie de 2,91 UA, une excentricité de 0,09 et une inclinaison de 5,17° par rapport à l'écliptique. Du fait de ces caractéristiques, à savoir un demi-grand axe entre 3,2 et 4,6 UA, il est classé, selon la JPL Small-Body Database, comme objet de la ceinture principale d'astéroïdes extérieure.

### Caractéristiques physiques
(24338) 2000 AE80 a une magnitude absolue (H) de 14,2 et un albédo estimé à 0,079.